# Legislatura de Idaho
La Legislatura de Idaho (en inglés: Idaho Legislature) es la legislatura estatal (órgano encargado del Poder legislativo) del estado de Idaho, en Estados Unidos. Está constituida por el Senado como cámara alta, y la Cámara de Representantes como cámara baja. Idaho está dividido en 35 distritos legislativos, cada uno de los cuales elige un senador y dos representantes. No hay límites de mandato para ninguna de las cámaras.
El cruce de los distritos de la cámara alta y la cámara baja en un solo distrito electoral se encuentra en solo siete legislaturas estatales de EE.UU: Idaho, Arizona, Maryland, Nueva Jersey, Dakota del Norte, Dakota del Sur y Washington. Según los datos del censo de 2010, cada distrito legislativo del estado de Idaho tenía aproximadamente 44,788 residentes.

## Historia
La primera reunión de la legislatura de Idaho se llevó a cabo en diciembre de 1890.

## Elecciones y composición
Los miembros de la Legislatura de Idaho fueron elegidos originalmente por condado, pero en los últimos tiempos los distritos distribuidos por población han reemplazado la representación por condado.
Hoy en día, los miembros de la Legislatura de Idaho son elegidos de 35 distritos en todo el estado. Algunos distritos incluyen varios condados, mientras que otros están ubicados completamente dentro de un solo condado. El condado de Ada, el más grande del estado por población, tiene actualmente nueve distritos legislativos dentro de sus límites (a partir de la redistribución de distritos de 2010, el condado de Ada tiene los distritos legislativos 14, 15, 16, 17, 18, 19, 20, 21 y 22. )
Los 105 miembros son elegidos simultáneamente cada dos años, el mismo día que el día de las elecciones federales a principios de noviembre.

## Distritos
Cada distrito está representado por un senador y dos representantes. Idaho tiene catorce comités en la Cámara de Representantes y diez comités en el Senado. Actualmente, hay treinta y cinco miembros en el Senado con veintiséis hombres y nueve mujeres. La Cámara de Representantes también tiene actualmente setenta miembros con cuarenta y seis hombres y veinticuatro mujeres.
Los distritos se reasignan cada 10 años. Se espera que la próxima redistribución ocurra después del censo de 2020 y entre en vigencia a partir de las elecciones de 2022.
En la década de 1980, los votantes eligieron legisladores de dos distritos, un distrito local más pequeño y un distrito "floterial" más grande que a menudo abarcaba una región completa del estado. Los escaños legislativos en los distritos floteriales se disputaron por última vez en 1990. Hoy en día, los distritos flotantes están prohibidos por la Constitución de Idaho.

## Responsabilidades
Según el sitio web de la Legislatura, la Legislatura de Idaho es responsable de traducir la voluntad pública en políticas para el estado, recaudar impuestos, asignar fondos públicos y supervisar la administración de las agencias estatales. Estas responsabilidades se llevan a cabo a través del proceso legislativo: leyes aprobadas por representantes electos del pueblo, legisladores.

## Lugar y horario de operación

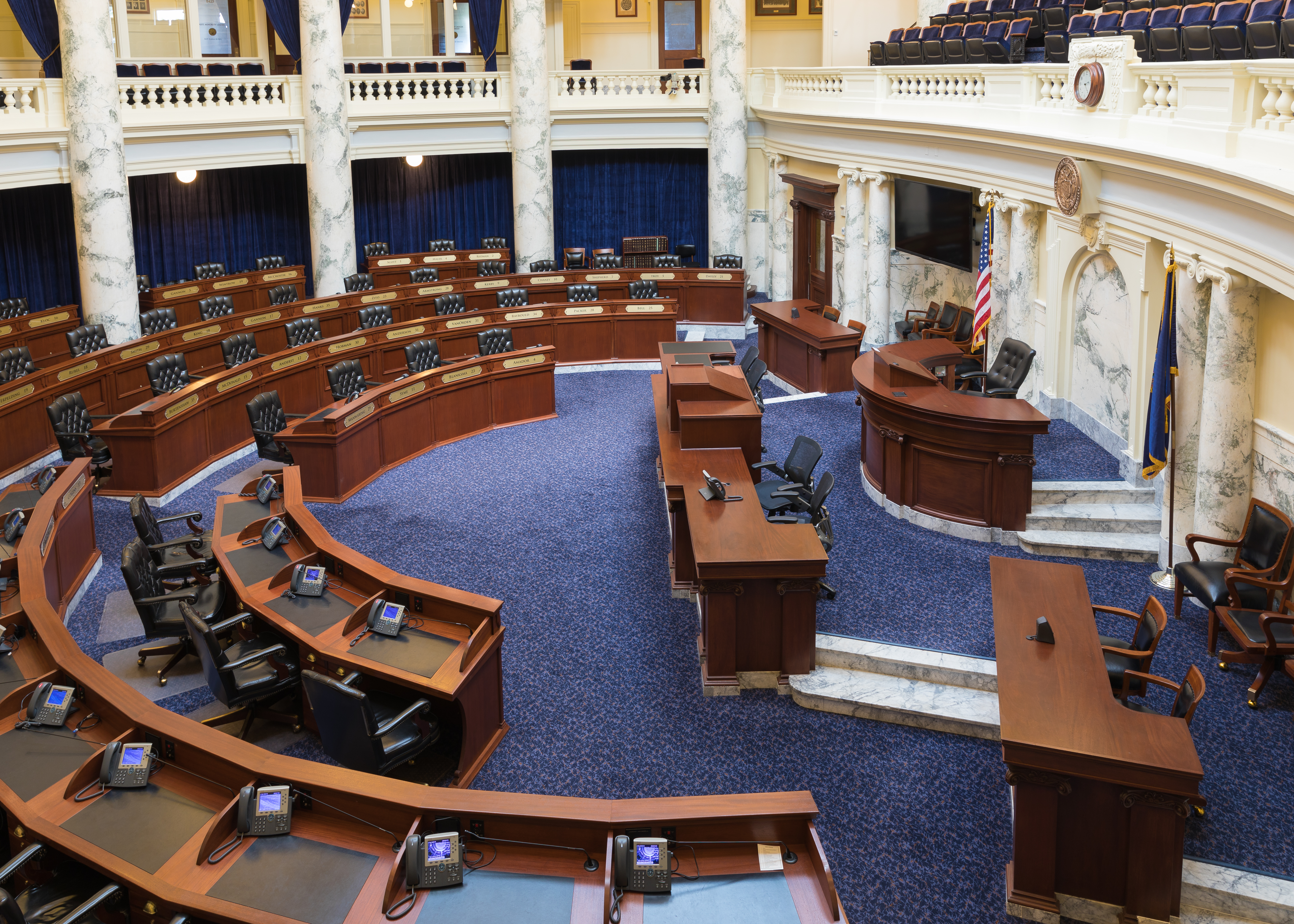
Salón de la Cámara de Representantes en 2018

La Legislatura de Idaho normalmente se reúne en el Capitolio del Estado de Idaho en el centro de Boise, ciudad capital del estado. La Legislatura se reúne anualmente desde enero hasta mediados de marzo, aunque se sabe que las sesiones duran hasta mayo. El gobernador de Idaho también puede convocar sesiones especiales en cualquier momento.
La Comisión del Capitolio del Estado de Idaho fue creada por el gobernador Phil Batt en 1998. La Comisión asumió el papel principal de remodelar ampliamente el edificio del capitolio a partir de 2007. Las sesiones de 2008 y 2009 de la Legislatura de Idaho se reunieron en salas de audiencias convertidas en el antiguo Palacio de Justicia del Condado de Ada. El edificio del capitolio fue oficialmente reabierto y dedicado de nuevo el 9 de enero de 2010.